# Butikskedja
En butikskedja är en grupp butiker med gemensam ägare och likvärdigt utbud.
Det kan vara flera filialer i form av butiker, franchise eller fristående butiker med gemensam inköpsorganisation.
Ordet butikskedja är belagt i svenska språket sedan 1960.